# Peter Hook
Peter Hook, supranumit Hooky (n. 13 februarie 1956, Salford, Greater Manchester), este un muzician englez, fiind basistul și membrul fondator (alături de Bernard Sumner) al trupei de post-punk Warsaw, înființată în 1976 și redenumită în 1978 Joy Division. După moartea lui Ian Curtis, vocalistul formației, trupa s-a reformat ca New Order, iar Hook a cântat la chitară bas de-a lungul carierei noii trupe până în 2007, când a părăsit formația. A mai colaborat la înregistrarea unor albume cu trupele Revenge (One True Passion) și Monaco (Music for Pleasure și Monaco).